# Страна медведей
«Страна медведей» (англ. Bear Country) — предстоящий фильм режиссёра Деррика Борте с Расселом Кроу в главной роли. Авторами сценария стали Борте и Дэниел Форте. Экранизация романа Томаса Перри «Strip».

## Сюжет
Стареющего владельца клуба Манко Капака ограбил неизвестный в маске. Теперь его надежды продать клуб и уехать вместе со своей девушкой кажутся как никогда далёкими. Боссы картеля дышат ему в затылок, а в это же время в городе появляется новичок, желающий приобрести клуб.

## В ролях
- Рассел Кроу — Марко Капак
- Нина Добрев — Кэрри
- Тереза Палмер — Санни
- Аарон Пол — Джефф
- Люк Эванс — Джо Карвер
- Дэниел Зоватто — Родригес

## Производство
Сценаристом и режиссёром фильма стал Деррик Борте, который вместе с Дэниелом Форте написал сценарий по роману Томаса Перри «Strip». Марк Фасано из компании Nickel City Pictures будет продюсировать фильм вместе с Джеффри Гринштейном из A Higher Standard, Марком Боуэром и Бруно Мустичем из Life & Soul Pictures, а также Дэвидом Липпером и Робертом А. Дэйли-младшим из Latigo films, софинансирующими Gramercy Park Media.
Рассел Кроу получил главную роль в мае 2024 года. Картиа Вергара, Тереза Палмер и Нина Добрев присоединились к актёрскому составу в феврале 2025 года. В том же месяце начались основные съёмки в Квинсленде, Австралия. Производство поддерживается городом Голд-Кост и правительством Австралии через программу Location Offset. Аарон Пол, Люк Эванс и Дэниел Зоватто присоединились к актёрскому составу в марте 2025 года.